# Terminalia macroptera
Espèce
Synonymes
- Myrobalanus macroptera (Guill. & Perr.) Kuntze[1]
- Terminalia chevalieri Diels[1]

Terminalia macroptera (ou Badamier du Sénégal) est une espèce de plantes à fleurs de la famille des Combretaceae et du genre Terminalia. C'est un arbuste ou un petit arbre très présent en Afrique de l'Ouest et du Centre où elle connaît de très nombreuses utilisations, notamment comme plante médicinale. 

## Description

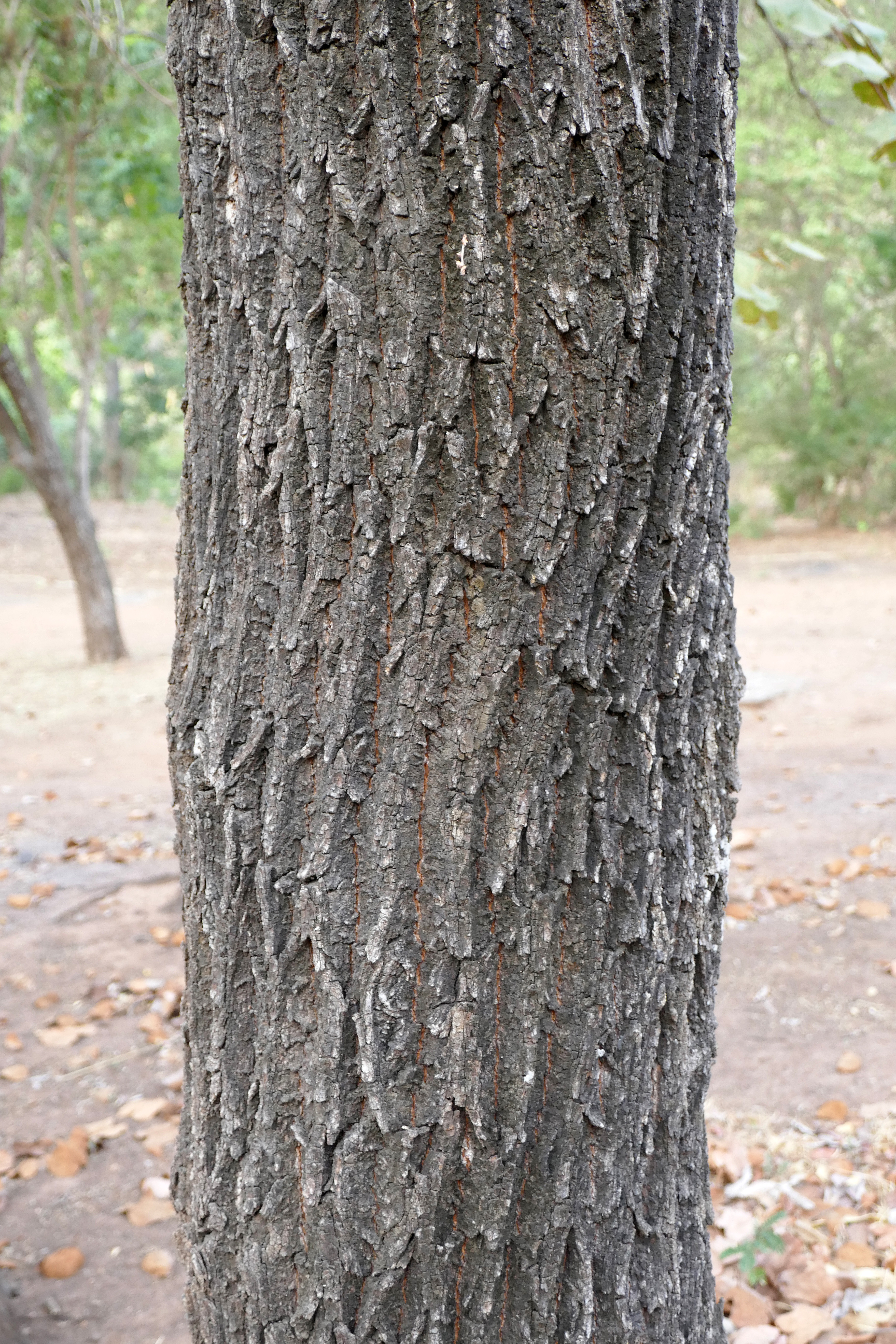
Écorce fissurée.

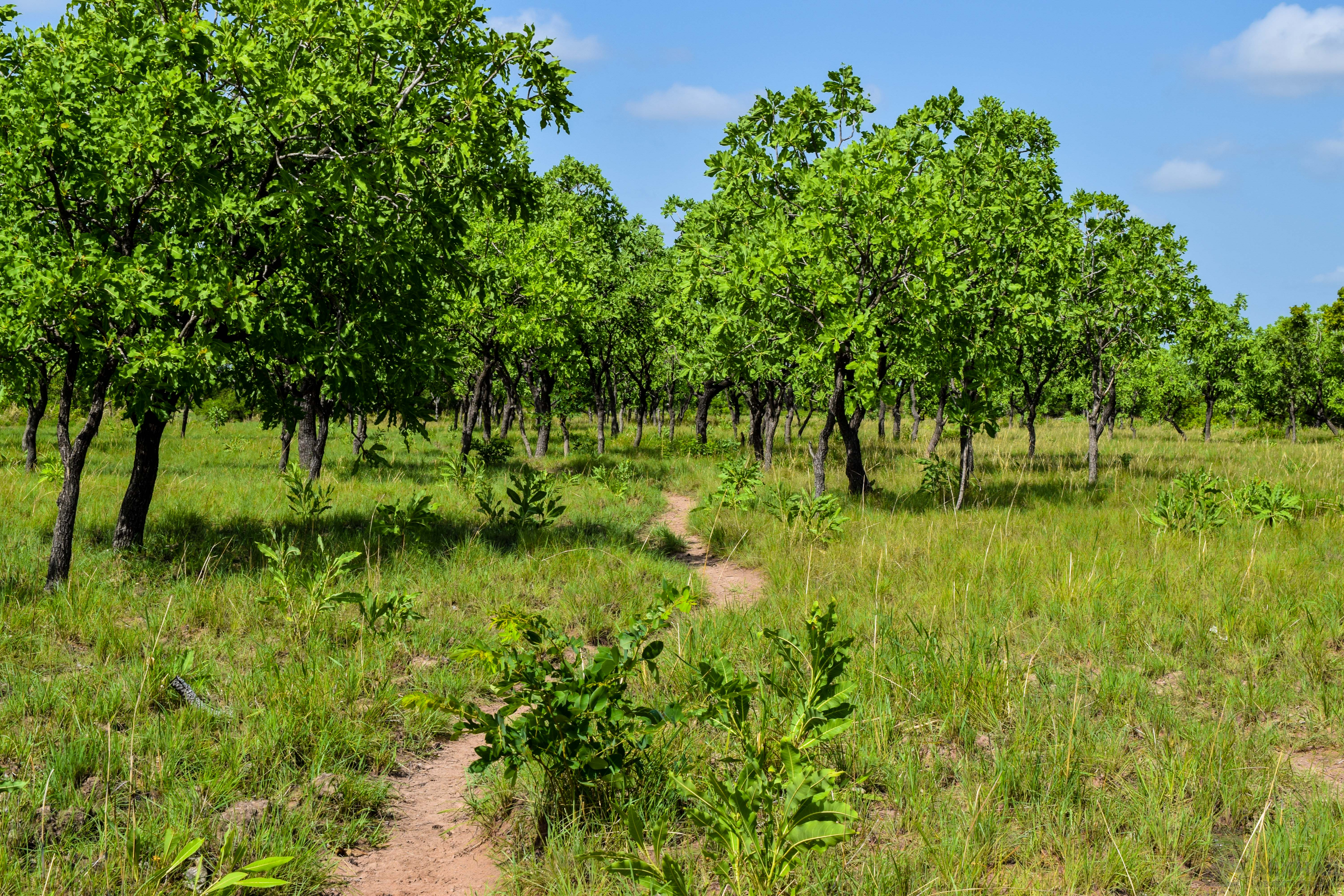
T. macroptera dans le parc national de la Pendjari.

C'est un arbuste, ou petit arbre, de 4 à 17 m de hauteur, qui peut occasionnellement atteindre 20 m.
Son écorce liégeuse, fortement fissurée, est résistante au feu. Les rameaux sont glabres, rapidement subérisés. Les feuilles spiralées, glabres ou presque, atteignent 15-25 x 4,5-12 cm, voire davantage.

## Distribution
L'espèce est présente en Afrique tropicale, du Sénégal à l'Éthiopie.

## Habitat
Elle est caractéristique de la savane arborée d'Afrique de l'Ouest. On la rencontre aussi sur des pentes rocheuses, des collines ou des plateaux finement caillouteux, des pans latéritiques, à la lisière des plaines inondables, à une altitude comprise entre 160 et 1 400 m.

## Utilisation
L'arbre est considéré comme une espèce appropriée pour le reboisement, particulièrement là où elle avait déjà été abondante.
 
On en fait du charbon de bois, des parfums, des colorants, de l'encre. Le bois, résistant aux pyrales et aux termites, est apprécié pour la construction, la fabrication de bateaux, poteaux, de ruches, de boîtes.

La médecine traditionnelle fait également un large usage de ses différentes parties. À titre d'exemples, le tanin de l'écorce et des racines possède des vertus astringentes, homéostatiques et cicatrisantes. Moulue, l'écorce est utilisée pour traiter hémorroïdes, diarrhées et dysenterie. Les racines sont considérées comme aphrodisiaques, diurétiques, purgatives et tonifiantes. On s'en sert aussi pour soigner la fièvre, la jaunisse, la syphilis, les troubles urinaires, les plaies. Sous forme de décoction, les feuilles sont utilisées contre le ver solitaire et les maladies de peau.